# Вера, Хаиме
Хаиме Вера Лопез (исп. Jaime Vera; 20 марта 1858,  Саламанка — 19 августа 1918, Мадрид) — испанский политический деятель, социалист, медик. Видный теоретик марксизма в Испании эпохи 2-го Интернационала. Один из основателей вместе с Пабло Иглесиасом Испанской социалистической рабочей партии (1879).

## Биография
Родился в семье с республиканскими взглядами. В молодости отправился в Мадрид, где изучал медицину. В студенческие годы впервые познакомился с марксизмом, прочитал «Манифест Коммунистической партии» Маркса и Энгельса.
В 1877 году вошёл в организационную инициативную группу по созданию социалистической партии Испании. Участвовал в подготовке первого избирательного манифеста Соцпартии, а также в других важных мероприятиях, таких как празднование первого мая в Испании и выдвижение кандидатов в кортесы от имени партии.
В июле 1896 года вместе с Пабло Иглесиасом и Казимиро Муньосом был делегатом на Лондонском конгрессе 2-го Интернационала, избирался делегатом на многие съезды испанской социалистической партии.
В 1884 году написал известный «Informe», блестящее и оригинальное изложение марксистских идей, имевшее такое же значение для Испании, как «Социализм и политическая борьба» и «Наши разногласия» Г. Плеханова — для России. Автор многочисленных статей в периодических изданиях, брошюры «La Verdad social у la accion» и др.
Похоронен на Гражданском кладбище Мадрида.

## Память
- Именем Х. Веры названы улицы в Мадриде и Саламанке, школы и колледжи, специализированный медицинский центр.